# 1892 في فرنسا
فيما يلي قوائم الأحداث التي وقعت خلال عام 1892 في فرنسا.

## سياسة

### تعيين في المنصب
- 1 يناير – أوجين دوفور رئيس بلدية [الإنجليزية]‏.

## ظهور
- 1 يناير – الاستيلاء على الخبز كتاب من تأليف بيوتر كروبوتكين.

## كتب
من الكتب التي صدرت هذه السنة في فرنسا:
- 1 يناير – الكارثة من تأليف إميل زولا.
- 1 يناير – قلعة كاربات من تأليف جول فيرن.

## مواليد

### يناير
- 1 يناير – بول موترد
- 22 يناير – مارسيل داسو

### مارس
- 3 مارس – بودلي
- 10 مارس – آرثر هونيغر ملحن سويسري.
- 22 يناير – مارسيل داسو

### مايو
- 8 مايو – أندريه أوبي كاتب مسرحي فرنسي.

### يونيو
- 9 يونيو – أرماند لونيل
- 18 يونيو – فيكتور فونتان درّاج طريق فرنسي.

### يوليو
- 11 يوليو – جيسي دوموند فيزيائي أمريكي.
- 28 يوليو – فيليب كاتيو مسايف فرنسي.

### أغسطس
- 15 أغسطس – لويس دي بروي فيزيائي فرنسي.

## وفيات

### مارس
- 23 مارس – جوليس بونيت (مواليد 1820)
- 26 نوفمبر – شارل مارسيال لافيجري (مواليد 1825)

### أبريل
- 22 أبريل – إدوارد لالو (مواليد 1823) ملحن فرنسي.
- 25 أبريل – هنري دوفرييه (مواليد 1840)

### أكتوبر
- 2 أكتوبر – إرنست رينان (مواليد 1823)

### نوفمبر
- 26 نوفمبر – شارل مارسيال لافيجري (مواليد 1825)
- 26 نوفمبر – لويس بونيت (مواليد 1815) سياسي فرنسي.